# Roc de Nou Creus
El Roc de Nou Creus, situat a Ceret (Vallespir, Catalunya del Nord), és una paret rocosa amb un conjunt de gravats rupestres datats del Neolític.

## Situació
El Roc de Nou Creus està situat a sobre de la població, una mica més avall al sud-oest del Pic de Garses. Després d'agafar la carretera que porta al Puig de Fontfreda es desvia cap al Mas de l'Arnau i el Mas Querol, un antic camí muller en direcció al Còrrec de l'Arnau, el camí portarà directament al Roc en pocs minuts. La paret de roca es troba a una altitud aproximada de 490 m.

## Descripció
Aquesta roca, d'uns quinze metres de llargada i 2,50 metres d'alçada, presenta almenys quaranta-vuit creus gravades, la majoria d'època dolmènica, així com algunes creus de l'edat mitjana. També hi ha algunes roques cupules als voltants. Les creus més antigues estan molt erosionades i majoritàriament de tipus creu grega. Les més recents són molt més afilades i de tipus creu llatina.

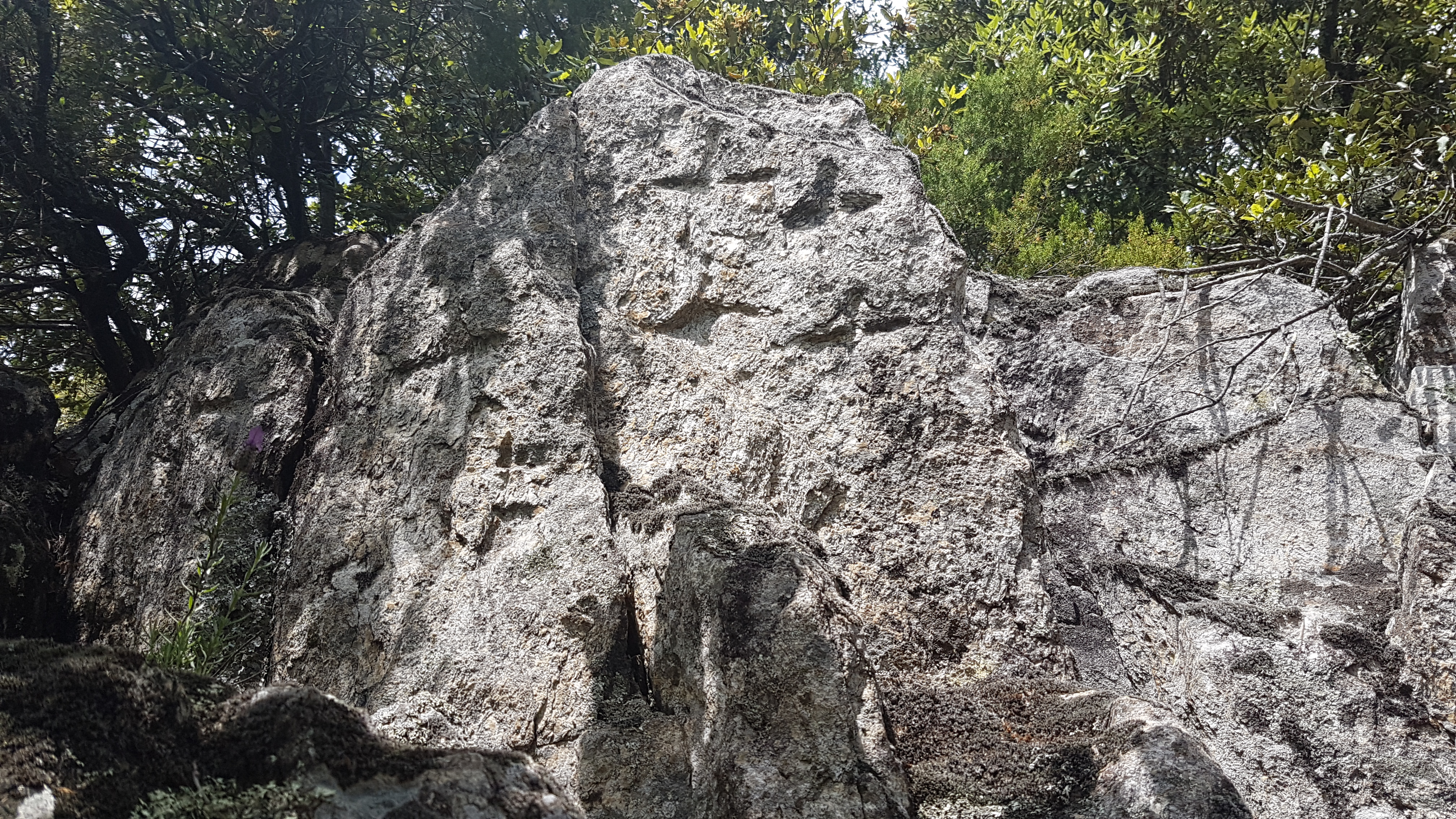
Part de la paret.
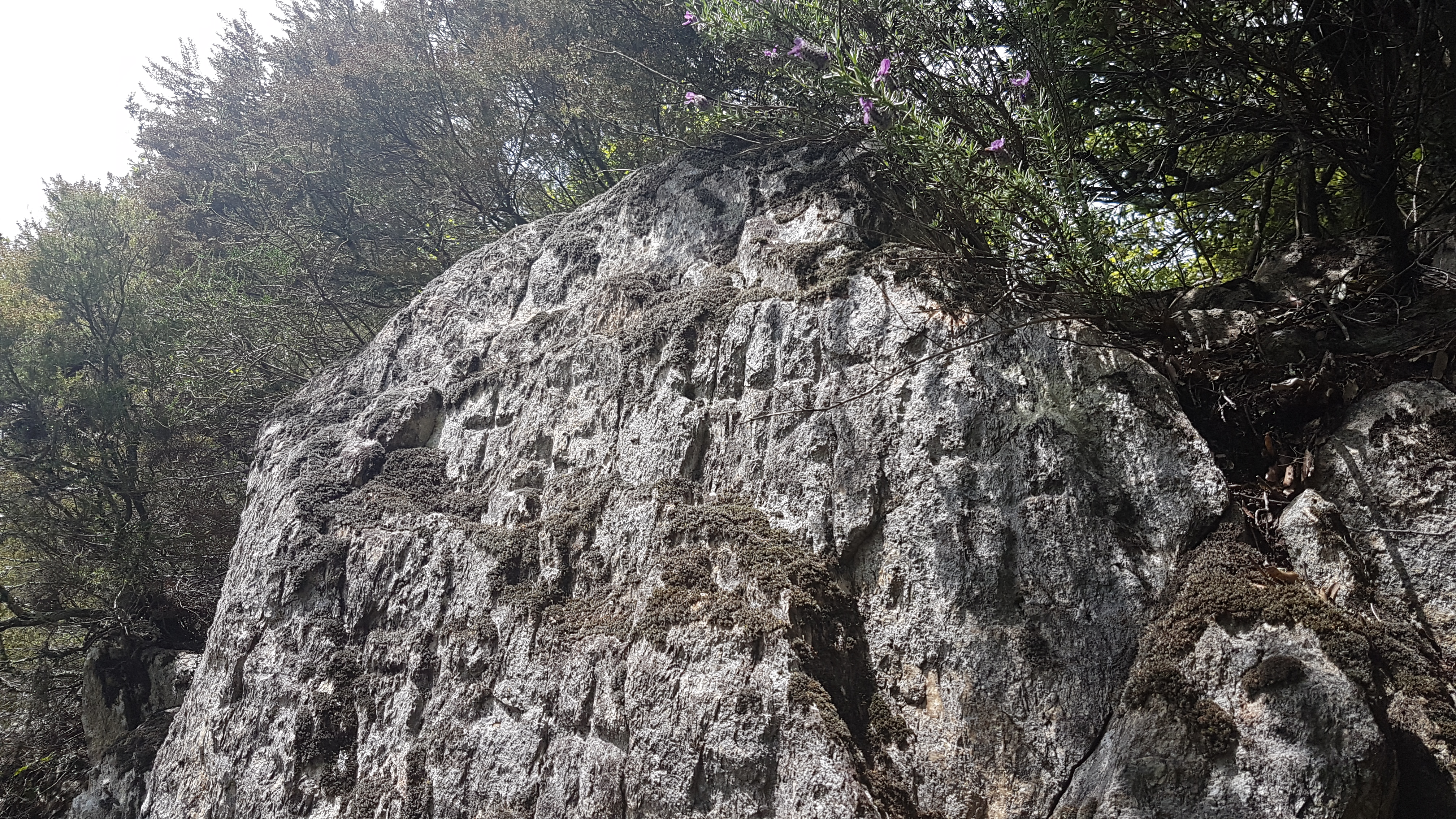
Una altra part de la paret.
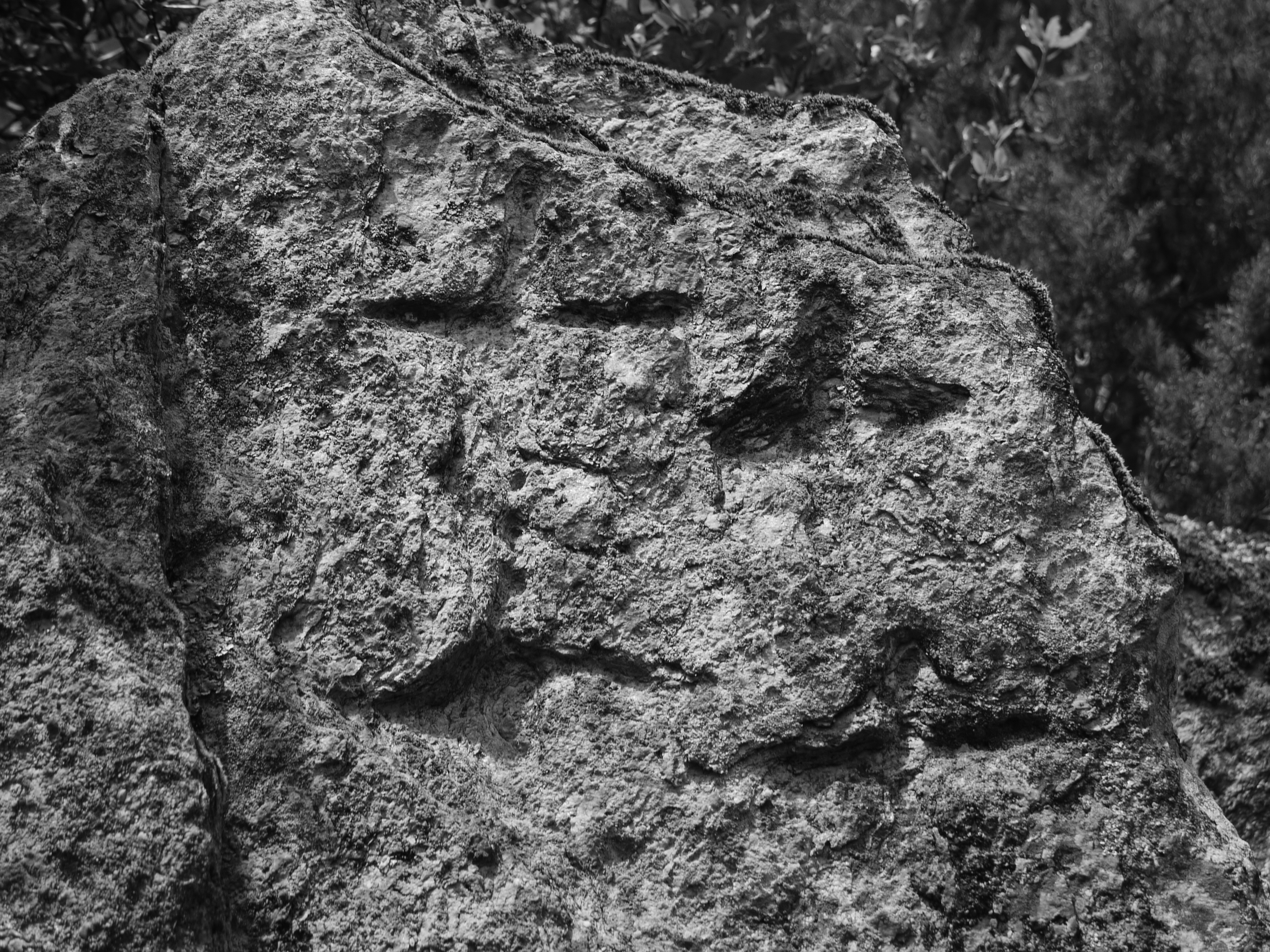
Creus antigues.
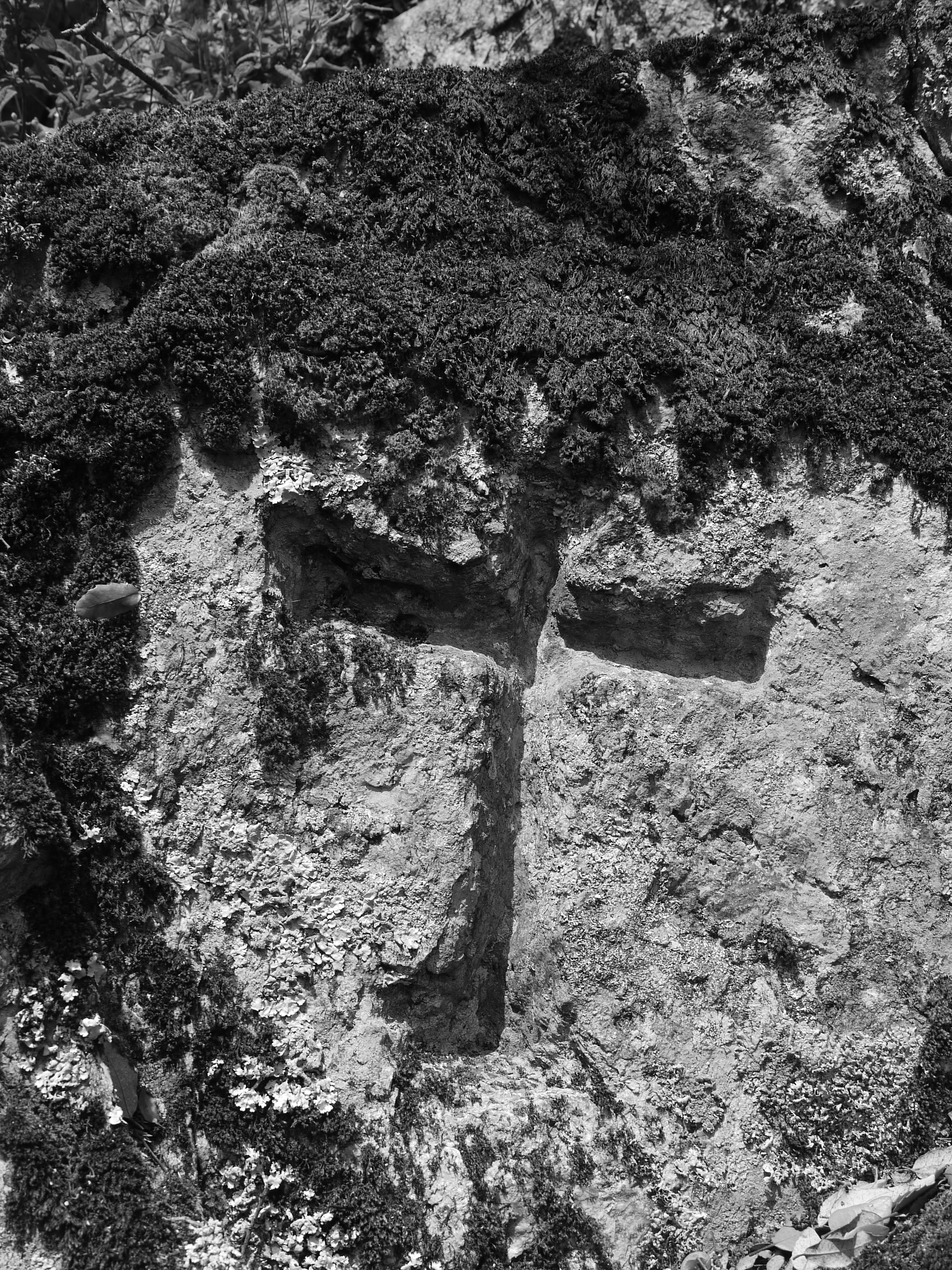
Una creu moderna.

## Llegendes
La memòria popular ha transmès dues llegendes sobre el suposat origen d'aquestes creus. El primer l'atribueix a l'hipotètic pas del cavaller franc Rotllà pels voltants, essent aquestes creus les marques deixades per les sabates del seu cavall. També hauria plantat la seva espasa a prop, a Maçanet de Cabrenys, just a l'altra banda de la frontera. La segona fa referència a una notícia segons la qual una criada del Mas Parer, situada una mica més amunt a la muntanya, va enverinar nou persones llançant una salamandra a l'ollada que havia cuinat. Mentre baixaven els cossos cap a la ciutat, els portadors s'haurien aturat davant d'aquesta roca per dibuixar-hi nou creus.